# 4332 Milton
4332 Milton eller 1983 RC är en asteroid i huvudbältet som upptäcktes den 5 september 1983 av den amerikanska astronomen Carolyn S. Shoemaker vid Palomar-observatoriet. Den är uppkallad efter Daniel J. Milton.
Asteroiden har en diameter på ungefär 11 kilometer.